# Pochabany
Pochabany és un poble i municipi d'Eslovàquia que es troba a la regió de Trenčín. La primera menció escrita de la vila es remunta al 1329.

## Demografia
| Godina             | 1994 | 2004    | 2014   | 2024   |
| ------------------ | ---- | ------- | ------ | ------ |
| Nombre de persones | 296  | 254     | 251    | 275    |
| Diferència         |      | −14,18% | −1,18% | +9,56% |

| Godina             | 2023 | 2024   |
| ------------------ | ---- | ------ |
| Nombre de persones | 276  | 275    |
| Diferència         |      | −0,36% |